# Operacija Market-Garden
Operacija Market-Garden (izvirno angleško Operation Market-Garden; možni slovenski prevod Operacija Zelenjavni vrt) je bila največja letalsko-desantna operacija v zgodovini (uporabili so 33.000 padalcev), s katero so hoteli zavezniki zavzeti mostove v koridorju nizozemskih mest Eindhoven, Nijmegen in Arnhem. Prehod teh mostov bi zaveznikom omogočil neposredni vstop v Nemčijo in končanje vojne pol leta prej. Pobudo za operacijo je dal angleški feldmaršal Montgomery, katero je potem tudi sam vodil. V operaciji so sodelovale 101., 82. ameriška padalska divizija, 1. letalsko-desantna angleška divizija (sile Market) ter 30. tankovski korpus (Sile Garden). Operacija je spodletela zaradi nepričakovane navzočnosti 10. SS tankovske divizije v Arnhemu, ki je porazila Angleže v tem mestu.

## Predhodni dogodki
Po porazu nemške vojske v Franciji, med julijem in avgustom 1944, se je ta umaknila v Belgijo, Nizozemsko ter za nepremagljivo Siegfridovo linijo. Hiter umik nemške vojske je zaveznikom, zaradi predolgih in uničenih oskrbovalnih poti (veliko so jih uničili zavezniki sami pred izkrcanjem v Normandiji), prinesel nemalo problemov pri oskrbi svojih enot. Sprva so probleme reševali s t. i. Red Ball Expresom, nepretrganim konvojem tovornjakov, ki se je vil iz pristaniškega mesta Cherbourg v Normandiji na vzhod in sever Francije do prvih bojnih linij. Konec avgusta pa so se razdalje tako povečale, da tovornjaki niso bili več kos prevoženim miljam, zato je bilo zavezniško poveljstvo prisiljeno ustaviti napredovanje svojih enot, ki so takrat že dosegle reko Ren. Nemška vojska je tako dobila prepotreben čas da se reorganizira in pripravi na novo zavezniško ofenzivo.

## Zavezniški načrti
Po začasni ustavitvi napredovanja zavezniških enot so v poveljstvu začeli pripravljati načrt za prodor v Nemčijo. Obstajala sta dva načrta. Avtor prvega načrta je bil Eisenhower, načrt je predvideval zavezniško napredovanje preko Nizozemske in celotne nemške zahodne meje. Slabost tega načrta je bila oskrba, ki bi jo zagotovili z odprtjem pristanišča v Antwerpnu, to je bilo takrat še pod nadzorom Nemcev, in  Siegfridova linija. Vanjo bi morali zavezniki vložiti ogromno truda, da bi jo prebili. Drugi načrt je bil delo Montgomerya, ta je predvideval hiter in ozek napad skozi slabo branjeno nemško obrambno linijo na Nizozemskem. Ključno vlogo v načrtu naj bi prevzeli padalci, ti naj bi zasedli strateško pomembne mostove v nemškem zaledju, čez katere naj bi nato prodrle zavezniške oklepne enote. Po ocenah naj bi bilo vojne konec do konca leta 1944. Slabost drugega načrta, je bila tako kot v prvem, oskrba. Načrt je bilo moč izvesti samo tako, da bi na račun ofenzive oslabili ostale zavezniške enote na zahodni fronti.
Montgomeryev načrt je prepričal SHAEF (Supreme Headquarters Allied Expeditionary Force), zato mu je ta odobril vsa sredstva za izvedbo operacije. Ta jim je takoj predstavil operacijo Komet s katero bi zavezniki prekoračili Ren in vdrli v Nemčijo. Operacija bi se morala začeti 2. septembra 1944 vendar je bila zaradi slabega vremena in vedno močnejšega nemškega odpora večkrat prestavljena, 10. septembra pa dokončno preklicana.
Operacijo Komet je nadomestila dosti bolj širokopotezna operacija Market Garden, ki bi na severu obšla močno utrjeno Siegfridovo linijo ter omogočila prodor dosti močnejši zavezniški vojski. Operacija je bila sestavljena iz dveh delov Market in Garden. Med operacijo Market bi morale tri zračno-desantne divizije zavzeti mostove in cestna križišča na rekah Maas, Waal in Ren. 101. zračnoprevozna divizija bi morala zavzeti mostove in prometne poti prek Willemovega prekopa med Eindhovenom in Gravejem ter prek prekopa Južna Willemova pot. Naloga 82. zračnoprevozne divizije pa je bila zavzetje Graveja s tamkajšnjim mostom čez reko Maas, most čez prekop Maas-Waal ter mostove čez reko Waal pri Nijmegenu. Britanski 1. zračno-desantni diviziji pa je bil dodeljen odsek Arnhem.
Zračni desant naj bi podprli britanski in ameriški bombniki, ki naj bi dan pred napadom bombardirali nemške obrambne položaje, protiletalske položaje ter letališča. Tarče so bile izbrane tako, da Nemci ne bi posumili, da se pripravlja veliki napad.
Prvemu delu operacije s kodnim imenom  Market, bi sledil drug del operacije s kodnim imenom Garden. Operacija bi se začela takoj ko bi padalci zasedli ključne točke. V njej naj bi kopenski 30. korpus, iz smeri juga prebil nemško obrambno linijo ter se prvi dan združil s 101. zračno-desantno divizijo, drugi dan s 82. zračno-desantno divizijo, četrti dan pa s 1. britansko zračno-desantno divizijo. Britanci bi bili tako najbolj izpostavljeni saj so bili zadnji, ki bi bili razrešeni. Ob tem se je postavilo vprašanje ali so padalci ob omejeni opremi, ki jo prenašajo, sposobni braniti  svoje položaje.

## Priprave na napad
Še preden so bili dokončno narisani načrti za operacijo so se v zavezniških vrstah že začele pojavljati prve težave. Poveljstvo je ugotovilo, da ima na razpolago le 1250 transportnih letal dakota in 354 predelanih bombnikov, kar niti približno ne zadošča za transport treh velikih zračnih armad. Ker so Američani nosili večino bremena operacije so dobili tudi več letal, tako so na koncu Britanci dobili sto letal manj kar se je med bitko izkazalo za usodno saj je bil njihov sektor najbolj oddaljen od kopenskih enot 30. korpusa. Ker je bilo premalo letal je padla odločitev, da se bojo enote izkrcale v dveh valovih, pri tem pa se je pojavil nov problem. Kdaj naj se valovi izkrcajo, podnevi ali ponoči? Izkušnje iz Normandije so govorile, da se je veliko bolj primerno izkrcati podnevi saj tako pride do manjšega raztrosa padalcev ter posledično manjše zmede. Hkrati pa so letala podnevi dosti bolj ranljiva in lahka tarča za nemško protiletalsko obrambo. Na koncu so se odločili, da bo desant potekal v času dnevne svetlobe, med obema valoma pa bo en dan razlike. Težave so se pojavile tudi z mesti pristankov, ki so bili od ciljev oddaljeni tudi po več kilometrov. 
Med pripravami obveščevalna služba ni počivala. Od nizozemskega odporniškega gibanja so obveščevalci redno dobivali podatke o premikih nemških enot. Po pridobljenih podatkih so ugotovili, da se v bližini Doetinchema zadržujeta 9. in 10. SS oklepna divizija, ki sta skupaj sestavljali 2. SS oklepni korpus. Položaj 9. divizije je bil zaveznikom znan, položaj 10. pa je bil obveščevalcem neznan, kar je v zavezniškem poveljstvu povzročalo resne skrbi. Za ta problem sta obstajali dve rešitvi. Prva rešitev je zahtevala prerazporeditev in povečanje sil, kar je bilo zaradi omejenih zalog in letal nemogoče. Druga rešitev pa je enostavno pomenila preklic operacije kar pa tudi ni prišlo v poštev.

## Nemška stran
Po porazu v Franciji je bila nemška vojska na zahodni fronti tik pred razsulom. Mnoge enote so bile razbite in demoralizirane ter so se umikale v popolnem neredu. Enote, ki so tekom bojev ostale bolj ali manj cele, pa so bile na svoji poti pod stalnim letalskim ognjem, tako da so izgubile veliko opreme in ljudi. Vse te enote so se stekale na Nizozemsko, kjer so jih zbirali in iz njih na hitro formirali nove bojne enote. Skupaj z novimi svežimi enotami iz Nemčije so nato tvorile obrambo Nizozemske. Stebra nemške obrambe sta bili  9. in 10. SS oklepna divizija, ki sta imeli v bojih za Normandijo prav tako velike izgube. Tik pred desantom se je izkazalo, da Model, poveljnik nemške obrambe na Nizozemskem, ne bo moral  računati na 9. oklepno divizijo saj se je nemško poveljstvo odločilo, da jo bo poslalo v Nemčijo. Model je temu nasprotoval in izdal ukaz s katerim so del oborožitve 9. divizije prenesli v 10. oklepno divizijo in ji tako povečali moč. Ostanke 9. divizije, ki so čakali prevoz za Nemčijo, pa je razporedil tako da bi čim hitreje stopile v akcijo.
Nemci o zavezniškem desantu niso vedeli kaj dosti, zato se nanj niti niso posebej pripravljali. Desant so sicer pričakovali, vendar dosti bolj južneje od velikih nizozemskih rek.

## Operacija se začne
V nedeljo 7. septembra 1944 ob 9:45 je iz letališč v južni in vzhodni Angliji vzletelo več kot 2000 transportnih in jadralnih letal z ameriškimi in britanskimi padalci ter njihovo opremo. Operacija Market-Garden, največja zračno-desantna operacija v zgodovini človeštva se je začela. Ob 13:15 so Nemci nad svojimi položaji prvič opazili ogromno zračno armado in takoj poročali v poveljstvo kjer je takoj zavladala zmeda. Nekaj minut kasneje so se začeli že spuščati prvi padalci katerih naloga je bila zavarovati teren. Feldmaršal Model, ki je takrat ravno začel kosilo, je bil tako presenečen, da je ukazal takojšnjo evakuacijo štaba, saj je mislil da ga padalci nameravajo zajeti.
Nekaj po trinajsti uri so se na ozemlje med Sonom, Sint Oedenrodom in Veghelom spustili padalci 101. divizije. Med pristajanjem skoraj niso imeli izgub, tako da so čez eno uro že zavzeli mostove in prekope. Zapletlo se je le pri mostu čez prekop Wilhelmina, ki so ga Nemci razstrelili takoj ko so se pojavili prvi ameriški vojaki. Velik uspeh so imele tudi enote 82. divizije, ki so v sicer hudih bojih dosegle skoraj vse zastavljene cilje in se proti večeru že združile z 101. divizijo. Tudi spuščanje britanske 1. divizije pri Wolfhezeju in Heelsumu je minilo mirno, tako da so bile enote do treh že pripravljene za akcijo. Po treh različnih poteh so se morale prebiti do Arnhema in zavzeti most. Pri tem pa sta se pojavili dve težavi; za napad so potrebovali hitre izvidniške enote, ki pa jih ni bilo od nikoder, prav tako pa ni delovala glavna radijska postaja, ki so jo potrebovali za uskladitev napada. Nemci v Arnhemu so bili nad desantom šokirani, poveljnik mesta je bil kmalu po spustu padalcev ustreljen v zasedi, nerazumno so reagirali tudi nekateri drugi častniki zaradi česar so bili kmalu ujeti. Proti večeru so Angleži zajeli že lepo število nemških vojakov. Manj sreče pa so imeli pri mostovih, od daleč so videli, kako so Nemci razstrelili most pri Oosterbeeku. Tudi boji so postaji vedno bolj zagrizeni, do večera se je v bližino mostu pri Arnhemu uspelo prebiti le enemu bataljonu saj so Nemci na hitro usposobili ostanke 9. SS oklepne divizije, ki je bila takrat uradno že razpuščena.
Ob 14:00 je britansko topništvo odprlo ogenj na nemške položaje, ob 14:35 je v napad ob podpori letal  krenila pehota 30. korpusa. S tem se je začel drugi del operacije imenovan Garden. Napad pehote na nemške položaje je katastrofalno spodletel, saj so se Nemci zagrizeno borili za vsak meter zemlje. Načrt po katerem bi se morale enote 30. korpusa že prvi dan združiti z ameriško 101. zračno-desantno divizijo ni uspel saj so britanske enote 17. septembra prodrle le do Valkenswaarda. Stvari so se začele iz ure v uro vedno bolj zapletati. Že nekaj ur po desantu je bilo nemško poveljstvo seznanjeno z vsemi podrobnostmi napada saj so nemški izvidniki pri nekem mrtvem ameriškem častniku našli popolne načrte operacije. 
Proti večeru prvega dne desanta so enote 82. divizije v mestu Nijmegen naletele na kolono nemških oklepnih vozil. Kmalu se je izkazalo, da gre za enote 10. SS oklepne divizije, ki jo je poveljstvo dan prej poslalo, da zavaruje most v tem mestu.   
Naslednji dan je 101. divizija nadaljevala napad proti Eindhovenu, kjer je naletela na močen nemški odpor. Ob pomoči nizozemskega odporniškega gibanja  jim je proti poldnevu uspelo uničiti vse minometne položaje in položaje topov kalibra 88 mm. Ob 12:30 se je v mesto pripeljala izvidnica 30. korpusa, čez šest ur pa so izvidnici sledile še ostale enote. Medtem so v Sonu ameriški in britanski inženirji popravili most, ki so ga Nemci dan prej vrgli v zrak. Tako da so se naslednje jutro tanki 30. korpusa že lahko opravili proti Sint Oedenrodu, Veghelu in naprej proti Graveju, kjer so se nahajali padalci 82. divizije. Osemnajstega je 101. divizija dobila nove okrepitve iz zraka, del opreme je zaradi slabega načrtovanja padel v nemške roke. Medtem si je kopenski del operacije drugega dne nabral že 36 ur zaostanka. Devetnajstega bi morala 101. divizija ponovno dobiti okrepitve, tokrat v topništvu, vendar je operacija zaradi megle deloma propadla, zato so Američani od 68 topov dobili le 40.
Medtem so padalci 82. divizije v Nijmgenu naleteli na močen odpor 10. SS oklepne divizije zato so se morali umakniti na hribovito ozemlje okoli Berga in Dala. Ob prihodu 30. korpusa razmere tam niso bile ravno rožnate, saj so imeli Nemci v svojih rokah še vedno cestni in železniški most čez reko Waal. Vsi nadaljnji britanski in ameriški napadi na mostove so spodleteli. Zaradi megle tudi prepotrebnih okrepitev ni bilo od nikoder. Medtem je Model ugotovil, da bo nemška obrambna črta zdržala, zato je prepovedal uničiti mostova. Zavezniki so zamanj čakali, kdaj bo most zletel v zrak, ko se to ni in ni zgodilo so hitro sestavili načrt kako zavzeti most. V novem načrtu bi ameriške enote prekoračile Waal in iz severa napadle nemške položaje pri mostovih medtem pa bi britanske note iz sestave 30. korpusa napadle nemške položaje na jugu. Napad na mostova se je začel 20. septembra, Američani so v hitrih čolnih prebrodili reko in v jurišu napadli severni del obeh mostov medtem so Britanci na južnem koncu mostu napadli z oklepniki in se po hudih bojih in dveh uničenih tankih nato  povezali z Američani. Most je padel v zavezniške roke skoraj nepoškodovan. Po zavzetju obeh mostov 30. korpus ni izgubljal časa, zato se je hitro odpravil proti Arnhemu, da bi razbremenil že pošteno zdesetkano 1. britansko divizijo. Isti dan se se enote 101. divizije na jugu med Heeswijkom in Dintherejem zapletle v spopade z nemškimi enotami, ki so skušale prebiti zavezniški koridor.
21. septembra se je napredovanje 30. korpusa, zaradi močne nemške obrambe, ponovno ustavilo, tokrat pri Elstu. Hkrati se je med Elstom in Drielom s tridnevno zamudo spustila poljska brigada, ki pa ji kljub požrtvovalnosti ni uspelo zasesti splavov na spodnjem Renu.
Zaradi ozkega koridorja in omejenih sredstev, ki so jih imeli padalci na razpolago, so se začele težave pojavljati na južnem delu fronte. 22. septembra so Nemci prebili koridor pri Veghelu, zato so morali od glavnine 30. korpusa odtrgati 32. gardno divizijo in jo poslati na jug da je ob pomoči 101. divizije ponovno prebila koridor. Na nekaterih odsekih fronte je bil koridor širok le toliko kolikor je bila široka cesta, tako da so Nemci nenehno ovirali promet. Vsak nemški napad je povzročil resne zastoje v zavezniškem napredovanju. Tem je zaradi tega začelo zmanjkovati streliva, v najbolj kritičnem stanju so bile čete v Betuweju, Poljaki pa niso dobili dosti čolnov, da bi lahko prepluli Spodnji Ren. Težave pa so se še povečale 24. septembra, ko so Nemci še drugič presekali koridor pri Veghelu. Zavezniki so rabili dva dni, da so koridor ponovno odprli, takrat je bila bitka za Arnhem že izgubljena.

### Boji pri Arnhemu
V Arnhemu so se že drugega dne ofenzive začeli srditi boji. Nemci so slabo oborožene Britance napadali s tanki, oklepniki in topovi. V boj pa so poslali tudi elitni 2. SS oklepni korpus. 600 pripadnikov 2. bataljona se je pri Arnhemskem mostu, kamor so se prebili prvega dne desanta, le s težavo upiralo nenehnim napadom tankov in pehote. Vsi poizkusi da bi se padalci ponovno prebili do mostu in pomagali 2. bataljonu so spodleteli. Medtem se je štab 1. divizije vselil v hotel Hartenstein, na zahodni strani  Oosterbeeka. Zaradi slabih radijskih komunikacij se je poveljnik divizije general Urquhart odpravil v izvidnico in pri tem naletel na nemške enote, zaradi katerih je ostal odrezan od štaba in se je moral skriti. Od takrat je postal pogrešan. Poveljstvo nad 1. divizijo je prevzel nov poveljnik brigadni general Hicks, ta se je odločil da se je potrebno ponovno prebiti do mostu v Arnhemu. Napad ki se je začel 19. septembra v zgodnjih jutranjih urah, se je kmalu spremenil v pokol, saj so Nemci po treh dneh bojev dobro utrdili svoje položaje. Medtem se je v začasni štab vrnil general Urquhart in nemudoma prevzel poveljstvo. Glede na nastalo situacijo se je odločil, da bo v Oosterbeeku organiziral krožno obrambo in počakal na enote 30. korpusa. Do mostu se niso upali več prebiti. Dva dni pozneje so se enote pri Arnhemskem mostu vdale.
Popoldne 21. septembra so se pri Drielu spustili poljski padalci, njihov prihod ter niti prihod enot 30. korpusa dan pozneje ni moral več spremeniti brezupnega položaja britanskih padalcev severno od Rena. Zaradi slabega vremena in močne nemške obrambe so spodleteli tudi številni amfibijski napadi.  Na severnem delu Rena je v obroču ostalo ujetih okoli 3000 britanskih padalcev, komaj tretjino velikosti prejšnje divizije. Nasproti jim je stalo kakih 3000 Nemcev s podporo minometov in topništva. Center britanske obrambe je bil hotel  Hartenstein, kjer je bil nameščen štab 1. divizije. Hotel in področje okoli hotela so nenehno nadzorovali nemški ostrostrelci zato je bila vsako gibanje okoli hotela smrtno nevarno. Slabo vreme in radijske komunikacije so preprečevale da bi branilcem iz zraka pošiljali pomoč, tisto ki so poslali pa je dostikrat padla v nemške roke. Položaj je iz ure v uro postajal bolj brezupen.

## Operacija Berlin in konec operacije Market Graden
V ponedeljek 25. septembra, devetega dne operacije je Montgomery ugotovil, da je operacija Market Garden dokončno propadla. Zato je še isti dan izdal ukaz za izvedbo operacije Berlin, umik enot 1. zračno-desantne divizije severno od reke Ren. Operacija je zaradi varnosti stekla v noči iz ponedeljka na torek v deževnih in vetrovnih razmerah. Sama operacija je bila zasnovana na principu umika iz Gallipolia leta 1916, najprej so se umaknile enote na severnem delu obroča, tem pa so nato sledile še ostale enote. Umik enot pa je krilo topništvo 30. korpusa na južni strani reke. Prevoz čez reko je bil organiziran z jurišnimi čolni 43. divizije. Operacija Berlin se je začela v ponedeljek ob 22:00 in se uradno zaključila v torek ob 5:00. V tem času je bilo evakuiranih 2.398 britanskih vojakov, 300 pa jih je padlo v nemško ujetništvo ker so bili težje ranjeni ali pa do njih ni prišla informacija o umiku. Od 10.600 vojakov 1. zračno-desantne divizije se jih je rešilo le  2.398, 1.488 je bilo mrtvih, 6.414 pa jih je padlo v nemško ujetništvo, med ujetimi je bilo skoraj ene tretjina ranjencev. Operacija Market Graden se je zaključila.

## Dogodki po operaciji
Med operacijo so zavezniki izgubili med 15.130 in 17.200 vojakov ter ogromno opreme, Nemci pa 7.500 do 10.000 vojakov. Neuspeh operacije je na zavezniški strani, ter tudi med nizozemskim prebivalstvom povzročil veliko razočaranje saj so se vojni načrti premaknili v leto 1945 s čimer se je vojna občutno podaljšala. Posledica tega podaljšanja vojne je bila strahovita lakota na Nizozemskem zaradi katere je umrlo okoli 18.000 ljudi. V naslednjih štirih mesecih vojne so zahodno fronto vzdolž okupirane Nizozemske in nemške meje zaznamovali številni manjši vendar izredno krvavi spopadi za strateške točke. Vojna je iz tedna v teden postajala podobna bojevanju iz prve svetovne vojne. Decembra je zaveznikom, po več mesecih krvavih bojev, uspelo pregnati Nemce iz obal Albertovega kanala, s čimer se je končno odprlo pristanišče v Antwerpnu preko katerega so lahko zavezniki nemoteno oskrbovali svoje enote. 
Kljub katastrofalnemu porazu operacije Market Graden so bili nacistični Nemčiji šteti dnevi. Razmere na zavezniški strani so se konec leta že izboljšale. Decembra sta zavezniške enote in središče tretjega rajha ločevala le še Ren in t. i. zahodni zid. Dokler Nemci niso konec decembra sprožili operacijo Straža na Renu. Takrat je general Patton zapisal v svoj dnevnik  »Še vedno lahko izgubimo to vojno.«.